# 黃千里
黃千里（1909年—？），今臺南六甲人。臺灣記者、政治人物。曾任滿洲國民生部理事官、總務廳參事官，戰後曾任臺北市自來水廠廠長、工務局局長。

## 生平
黃千里出生於明治四十二年（1909年），畢業於臺南州立第二中學（今南一中）。後赴日本內地就讀早稻田大學，昭和八年（1933年）畢業於早稻田大學英文科，曾任東京朝日新聞社參事。
1933年（滿洲大同元年），黃千里畢業於滿洲國大同學院第二期生。同年10月出任文教部禮教司屬官，委任二等。再任民生部社會司輔導科事務官。康德七年（1940年），出任民生部理事官、勞務司輔導科長。翌年（康德八年，1941年）任總務廳參事官，敘薦任二等，派在總務官房辦事。在滿洲時期，黃千里亦曾任大同學院同窗會本部幹事。:180-201
戰後，黃千里曾任阜新市市長。在阜新發電所員難忍蘇聯兵壓迫，準備集體自裁時，曾請他通知蘇聯司令部。回臺後，黃千里於1950年2月出任臺北市公用事業管理處處長，1952年7月，公用事業處改為公共汽車管理處與自來水廠，成為自來水廠廠長。:553
1954年，黃千里返回臺南參選第二屆臺南縣縣長選舉，以中國青年黨身分對上國民黨提名的現任縣長高文瑞。本次選舉中黃千里喊出「結合新營、新化、新豐、善化等區的力量，以對抗『北門派』」。這樣的宣傳使選民的地域觀念加深。:11最終獲95,778票（42.48%），敗給高文瑞的129,668票（57.52%）。
1954年11月，黃千里出任臺北市工務局局長。任內拓寬羅斯福路。:553據前大法官蘇俊雄回憶，黃千里任內拆除違建，個性不阿，處事積極，行政執行方面有傑出表現。:6然而因羅斯福路拓寬工程政府補償財源有限，不能滿足受拆遷戶的需求，輿論界竟以「黃沙千里」來形容工程進行之緩慢困難。:3351956年2月，遂由林永倉代理工務局長，同年11月去職。:553
1957年黃千里回臺南縣再度以青年黨身分部署第三屆縣長選舉，卻遭到公務員懲戒委員會以其在兩年前的臺北市工務局長承辦雙溪水源工程彈劾案忽然給予結案，給予休職六個月處分。導致黃千里依照《臺灣省縣市選舉罷免規程》第八條不得為縣長候選人。黃氏曾針對其離職期間已超過休職處分期間呈請臺灣省民政廳解釋，然而遭廳長連震東認為所受懲戒應從執行日期1月9日起至7月8日，不得參與選舉。然而1951年選舉時，在建設局長任內犯下盜伐森林案遭停止任用六個月的高雄縣長，卻是以其命令尚未執行而已參加競選為由，使行政院電令省政府派員代理縣長，到六個月期滿再復職。此事曾引起沈雲龍於《自由中國》撰文〈有關臺省地方選舉的幾個問題〉，批評為國民黨當局的選舉操弄。
1968年第六屆臺南縣縣長選舉，黃千里領表登記，一度傳言將獲青年黨提名參選縣長。然而最終黃千里奉青年黨之令前往輔選黃振三參選屏東縣長。